# Седмото джудже
„Седмото джудже“ (на немски: Der 7bte Zwerg) е германски детски анимационен филм от 2014 година на режисьорите Борис Алинович и Харалд Зиперман. Сценарият на Бернт Айлерт, Харалд Зиперман, Свен Унтервалт, Даниел Уелбат и Дъглас Уелбат е по мотиви от приказката „Спящата красавица“ от Братя Грим.
Подобно на приказката, сюжетът на филма включва прокълната след раждането ѝ принцеса, която се убожда и заспива, заедно с целия си замък, но тук джуджетата от приказката за „Снежанка“ се заемат с развалянето на магията.
В България филмът е пуснат по кината на 8 май 2015 г.